# Hennenkobel
Der Hennenkobel (auch Hühnerkobel) ist ein 965 Meter hoher Berg im Bayerischen Wald hoch über der Stadt Zwiesel.

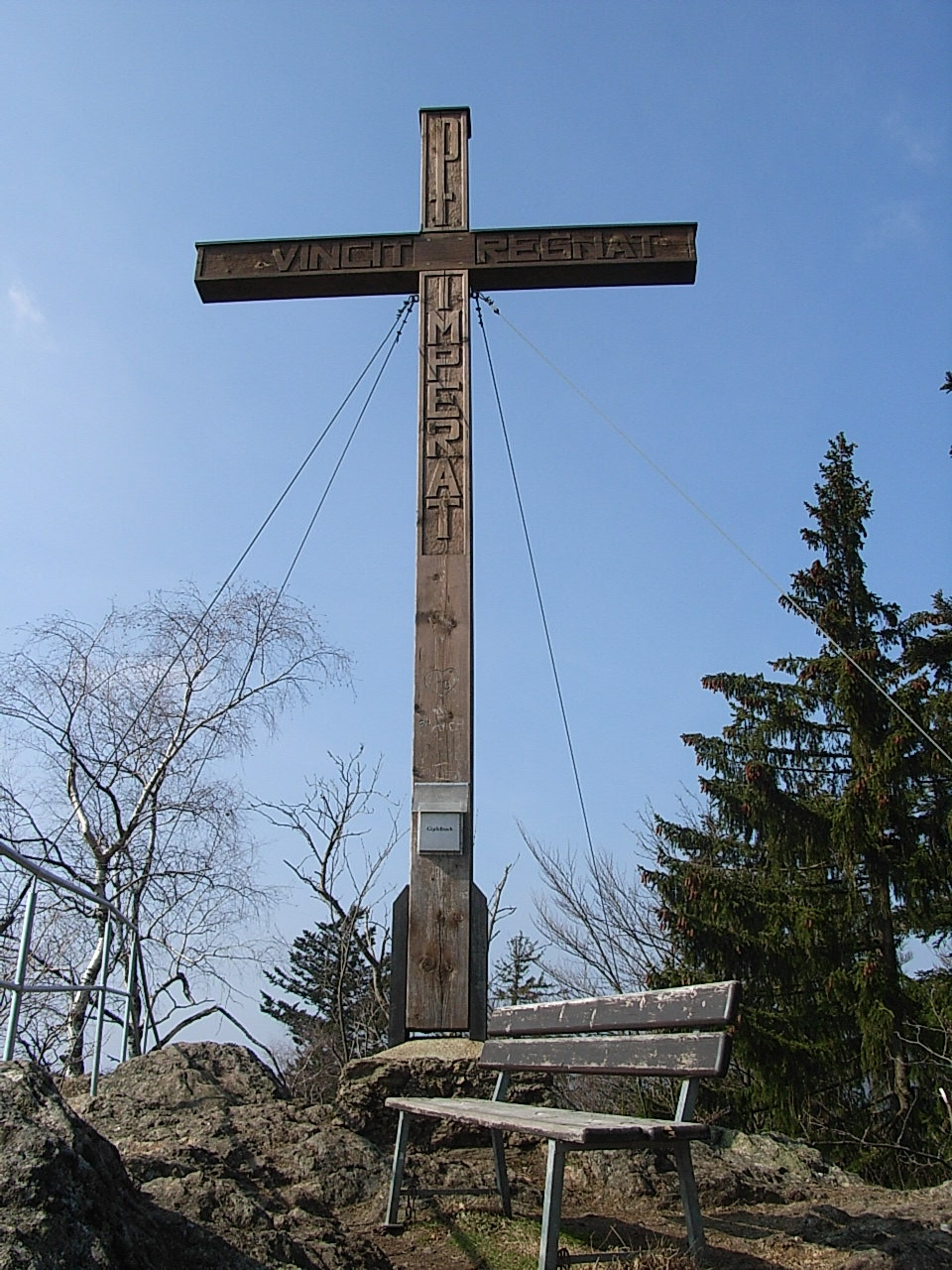
Der Gipfel des Hennenkobels

Auf seinem Felsgipfel stehen ein großes Gipfelkreuz und eine Unterstandshütte. Der Ausblick reicht vom Nationalpark Bayerischer Wald über Regen bis zum Großen Arber. 
Die erste Schutzhütte auf dem Gipfel wurde im Juni 1900 durch die Sektion Rabenstein des Bayerischen Wald-Vereins erbaut. Zuvor stand auf diesem Berggipfel ein Rinderpavillon. Das hölzerne Gipfelkreuz wurde 1957 errichtet und 1977 sowie 1998 erneuert. Da der Anstieg von Rabenstein  herauf kurz ist, wird er oft bestiegen. Die kürzeste, ziemlich steile Route führt durch ein unwegsames Felsengebiet. Weitere Anstiege führen von Außenried, Regenhütte, Bodenmais und Brandten auf den Hennenkobel. Im Süden des Hennenkobels liegen die Stockauwiesen, ein Moorgebiet.

## Der Quarzbruch
Im Nordwesten des Hennenkobels liegt im Naturschutzgebiet Kiesau ein ehemaliger Quarzbruch, wo von 1756 bis 1880 Quarz und Feldspat abgebaut wurden. Mit dem Quarz, der seit 1831 auch unter Tage gewonnen wurde, bediente man vor allem die umliegenden Glashütten. 1899 und 1924 erfolgten die letzten Grabungen nach Feldspat.
Danach wurde diese Stelle, die von Wissenschaftlern stets Hühnerkobel genannt wurde, ein wichtiger und bekannter Fundort für Minerale. Neben Quarz, auch in Form von Rosenquarz und Rauchquarz, fand man das nach Zwiesel benannte Mineral Zwieselit sowie unter anderem noch Alluaudit (auch Hühnerkobelit), Kakoxen, Keckit, Kingsmountit, Rockbridgeit und Strunzit. Für die Minerale Phosphoferrit, Triphylin und Xanthoxenit gilt der Berg zudem als Typlokalität. Insgesamt wurden dort bisher (Stand: 2012) 65 Minerale bzw. ihre Varietäten entdeckt.
Wenige Meter unterhalb des Einstiegs bildete sich im Abbauraum ein unterirdischer See. Der Stollen ist heute gesperrt, da er einsturzgefährdet und ein wichtiges Fledermausquartier ist.